# Двойня (приток Челновой)
Двойня — река в России, протекает по Тамбовскому району Тамбовской области. Левый приток Челновой.

## География
Река Двойня берёт начало у села Беломестная Двойня. Течёт в северо-восточном направлении и впадает в Челновское водохранилище на реке Челновой. Устье реки находится в 115 км по левому берегу реки Челновой. Длина реки составляет 19 км.

## Данные водного реестра
По данным государственного водного реестра России относится к Окскому бассейновому округу, водохозяйственный участок реки — Цна от города Тамбов и до устья, речной подбассейн реки — Мокша. Речной бассейн реки — Ока.
Код объекта в государственном водном реестре — 09010200312110000028983.